# Deutsche Poolbillard-Meisterschaft 1992 (Damen)
Die deutsche Poolbillard-Meisterschaft 1992 war die zwölfte Austragung der nationalen Meisterschaft der Damen in der Billardvariante Poolbillard. Sie wurde in Oberhausen ausgetragen. Es wurden die Deutschen Meisterinnen in den Disziplinen 14/1 endlos, 8-Ball, 9-Ball und 8-Ball-Pokal ermittelt.

## Medaillengewinner
| Disziplin    | Gold                               | Silber                               | Bronze                                | 4. Platz                           |
| ------------ | ---------------------------------- | ------------------------------------ | ------------------------------------- | ---------------------------------- |
| 14/1 endlos  | Franziska Stark (PBC Oftersheim)   | Andrea Kroll (PBC Walldorf)          | Klara Lensing (PBC Kelze Ente)        | Britta Görlitz (Knickers Iserlohn) |
| 8-Ball       | Ilona Bernhard (PBC Bad Kreuznach) | Franziska Stark (PBC Oftersheim)     | Monja Kielhorn (Kieler Billard Union) | Sabine Kamplade (1. PBSC Hannover) |
| 9-Ball       | Franziska Stark (PBC Oftersheim)   | Andrea Kroll (PBC Walldorf)          | Ilona Bernhard (PBC Bad Kreuznach)    | Sylvia Buschhüter (PBC Oftersheim) |
| 8-Ball-Pokal | Trixi Schulz (PBC Venus Mariadorf) | Irene Becker (PBC Primus Eschweiler) | Daniela Benz (PBC Wiesloch)           | Petra Galda (PBC Linde Berlin)     |